# Autoeuropa
Autoeuropa - Automóveis Lda. er en bilsamlefabrik beliggende i kommunen Quinta do Anjo i kredsen Palmela, Portugal.

## Historie
Efter indgåelsen af et joint venture mellem Volkswagen og Ford i juli 1991, blev det 2 mio. m² store anlæg bygget på fire år, herunder et omgivende firmaområde hvorpå de vigtigste leverandører også ligger.
Oprettet som et 50/50-joint venture var det oprindelige formål at sælge en fælles produceret MPV under tre varemærker: Volkswagen Sharan I, SEAT Alhambra I og Ford Galaxy. Ved produktionen af disse tre stort set ens bilmodeller opnåede Autoeuropa næsten sin kapacitetsgrænse på 172.500 enheder om året.
Da Ford trådte ud af samarbejdet og modellernes levetid lakkede mod enden, overtog Volkswagen anlægget hvorved produktionstallet faldt drastisk. I Volkswagens interne bydesystem havde anlægget konkurreret med andre Volkswagen-fabrikker om produktionen af nye modeller, og fabrikken var lukningstruet.
Til sidst vandt Autoeuropa i 2005 produktionen af den nye Volkswagen Eos, hvilket førte til en udnyttelse på 79.896 biler med de hidtidige modeller. I 2008 startede produktionen af tredje generation af Volkswagen Scirocco, og i dag beskæftiger fabrikken 3.000 personer på fabrikken samt 2.350 arbejdspladser hos leverandører på fabriksområdet og 3.750 leverandører i Portugal.
Da de bestående modeller skulle til at afløses, konkurrerede anlægget igen for produktion af nye modeller fra 2010. Herefter vandt de produktionen af den nye Volkswagen BlueSport Roadster.
Den 11. februar 2011 besøgte den tyske forbundspræsident Christian Wulff fabrikken i rammerne af sit statsbesøg med den portugisiske præsident Aníbal Cavaco Silva.